# Escamas de espino
Las escamas de espino son dulces chinos hechos del fruto del espino chino. Este caramelo rosa oscuro suele fabricarse con forma de discos de 1 mm de grosor. Algunos chinos lo toman para acompañar la medicina herbal china amarga.
Las escamas de espino se fabrican en China y están disponibles en muchas partes de Asia. En Hong Kong se encuentran desde los años 70. No ha habido prácticamente ningún cambio en la receta o sabor de la versión original.
En los supermercados chinos especializados también se encuentran escamas de espino gourmet. Estas suelen ser mayores (35–40 mm de diámetro, frente a unos 25) que las escamas de espino de Shandong.

## Normativa

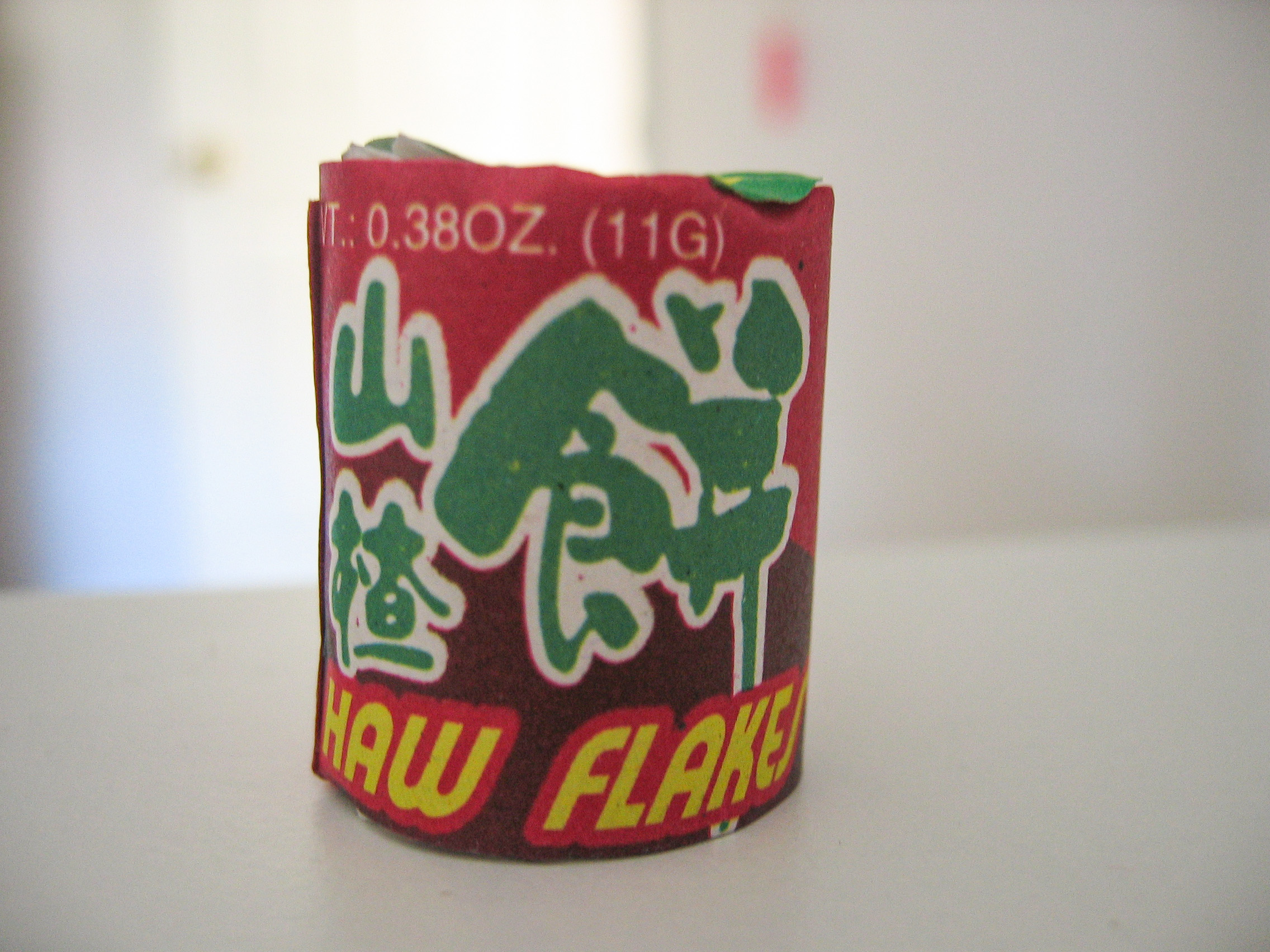
Nuevo envase de las escamas de espino.

Las escamas de espino han sido confiscadas en varias ocasiones por la Administración de Alimentos y Medicamentos estadounidense por contener Rojo Ponceau 4R (E124), un colorante artificial prohibido.